# Debby Stam
Debby Stam (Zaandijk, 24 juli 1984) is een Nederlandse volleyballer die speelt voor de Poolse club BPS Muszynianka Fakro Muszyna. Ze kwam tevens uit voor het Nederlands damesvolleybalteam tijdens de FIVB World Grand Prix van 2007 en 2009.

## Carrière
| Club                                 | Jaren        |
| ------------------------------------ | ------------ |
| VV Zaanstad                          | 1991–2001    |
| AMVJ                                 | 2001–2003    |
| VC Weert                             | 2003–2004    |
| DELA Martinus Amstelveen             | 2004–2008    |
| Universitet-Tekhnolog Belgorod       | 2008–2009    |
| VakıfBank Güneş Sigorta Türk Telekom | 2009–2010    |
| Bank BPS Muszynianka Fakro Muszyna   | 2010–present |

Maret Balkestein-Grothues · Yvon Beliën · Anne Buijs · Laura Dijkema · Robin de Kruijf · Judith Pietersen · Celeste Plak · Myrthe Schoot · Lonneke Slöetjes · Debby Stam · Quinta Steenbergen · Femke Stoltenborg